# W. Lee O'Daniel
Wilbert Lee "Pappy" O'Daniel, född 11 mars 1890 i Malta, Ohio, död 11 maj 1969 i Dallas, Texas, var en amerikansk demokratisk politiker och radiopersonlighet. Han var guvernör i delstaten Texas 1939-1941. Han representerade Texas i USA:s senat 1941-1949.
O'Daniel gifte sig 30 juni 1917 med Merle Estella Butcher i Hutchinson, Kansas. Paret fick tre barn. Familjen flyttade 1925 till Fort Worth där O'Daniel anställdes av Burrus Mills. Han fick 1928 ansvaret för företagets radioreklam. Han grundade musikgruppen Light Crust Doughboys och skrev låtar, allt för att sälja mjöl. O'Daniels band, där Bob Wills och Milton Brown medverkade, var betydelsefull för utvecklingen av musikstilen western swing. Senare bildades bandet Pat O'Daniel and His Hillbilly Boys där O'Daniels son Pat var orkesterledare. I det femton minuter långa radioprogrammet spelade bandet låtar som gjorde reklam för Hillbilly Brand-mjöl och Pappy O'Daniel predikade.
I demokraternas primärval inför guvernörsvalet i Texas 1938 fick O'Daniel 51% av rösterna. Han hade tolv motkandidater i primärvalet. Han vann sedan själva guvernörsvalet och omvaldes två år senare.
I fyllnadsvalet 1941 besegrade Pappy O'Daniel knappt kongressledamoten Lyndon B. Johnson och efterträdde Andrew Jackson Houston som senator för Texas. O'Daniel omvaldes 1942. Han stödde gruppen Texas Regulars som ville förhindra återvalet av Franklin D. Roosevelt i presidentvalet i USA 1944. Texas Regulars bestod av konservativa demokrater i Texas som var missnöjda med regeringens politik. O'Daniel kandiderade inte till omval i senatsvalet 1948 och efterträddes som senator av Johnson.
O'Daniel var baptist. Hans grav finns på begravningsplatsen Hillcrest Memorial Park i Dallas. I filmen O Brother, Where Art Thou? finns en fiktiv guvernör i Mississippi som heter Menelaus "Pappy" O'Daniel.